# Teufelsbrücke (Mannheim)

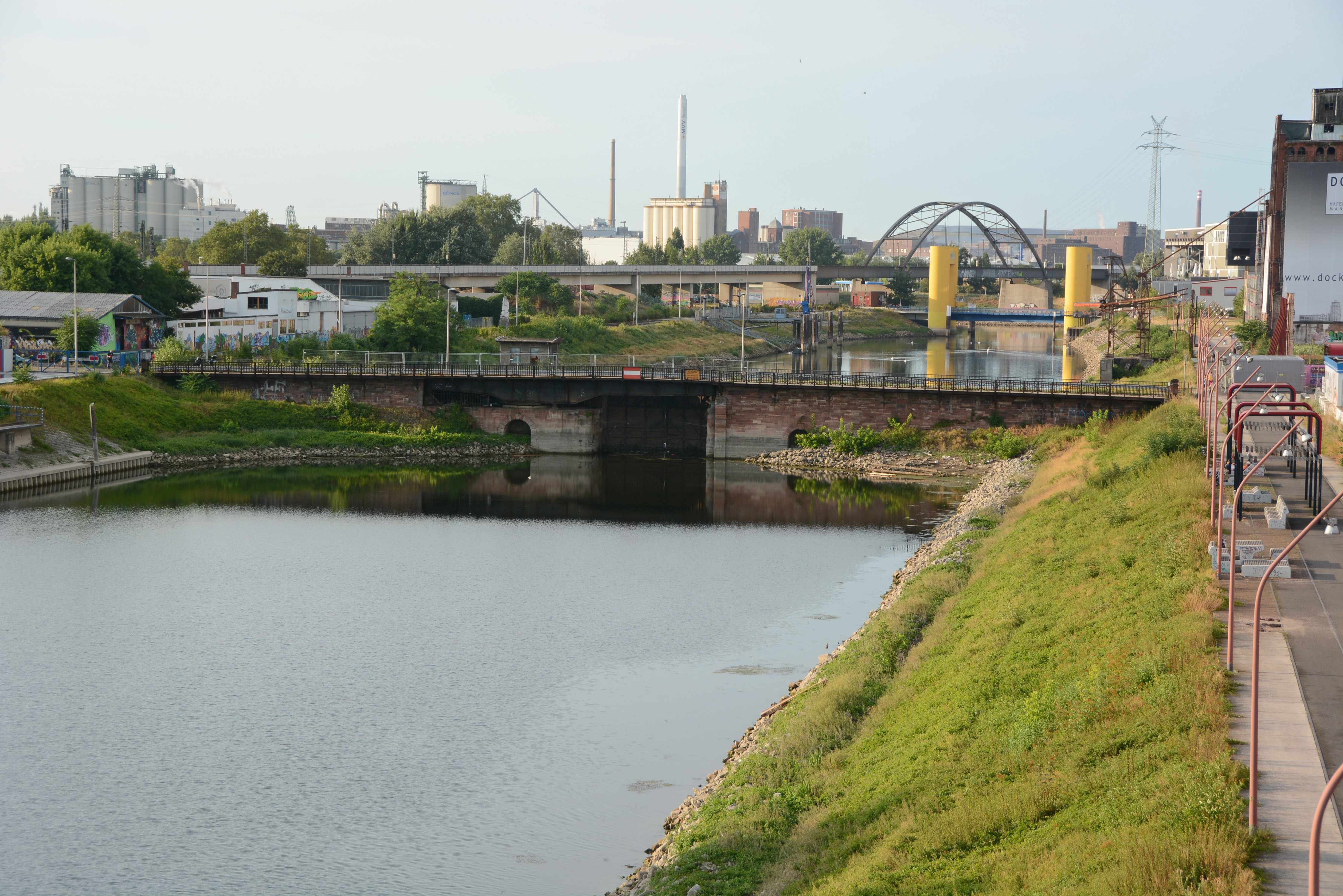
Teufelsbrücke im Verbindungskanal

Die Teufelsbrücke ist die älteste noch erhaltene Brücke in Mannheim und stammt aus dem frühen Industriezeitalter. Sie ist ein Kulturdenkmal und führt als mittlere der drei beweglichen Brücken über den 1874 erbauten Verbindungskanal, ein Hafenbecken im Mannheimer Handelshafen zwischen dem Stadtteil Jungbusch und der Mühlauinsel. Die beiden anderen Brücken sind die Neckarvorlandbrücke und die Spatzenbrücke.

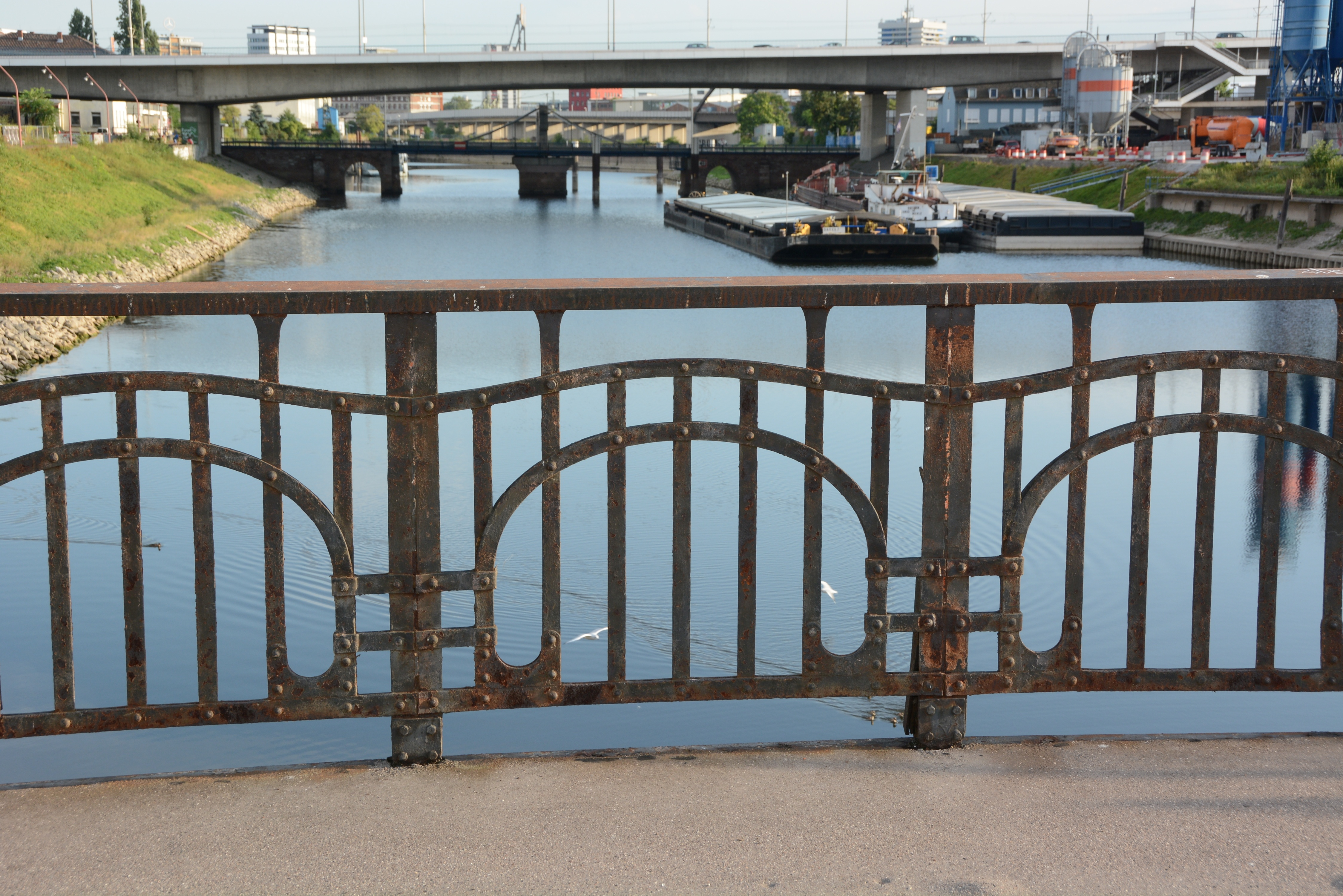
Stark korrodiertes Geländer mit Jugendstilornamenten (2013, vor der Sanierung)

## Geschichte
Die Teufelsbrücke wurde zwischen 1874 und 1878 erbaut. 1902/03 wurde durch die Firma MAN ein neuer Überbau aus Blechträgern und ein neuer Antrieb als Drehbrücke realisiert. Sie diente dem Last- und Personenverkehr über den Verbindungskanal. 1972 wurde sie unter Denkmalschutz gestellt. Seit den 1970er Jahren wird sie nicht mehr gedreht, die über 100 Jahre alte Antriebstechnik ist aber noch vorhanden. Über die Teufelsbrücke führt seit den 1920er Jahren die Verlängerte Jungbuschstraße. Aufgrund des korrosionsbelasteten Zustands der Brücke ist die Zufahrt seit 2004 durch Sperrpfosten unterbunden.

## Beschreibung

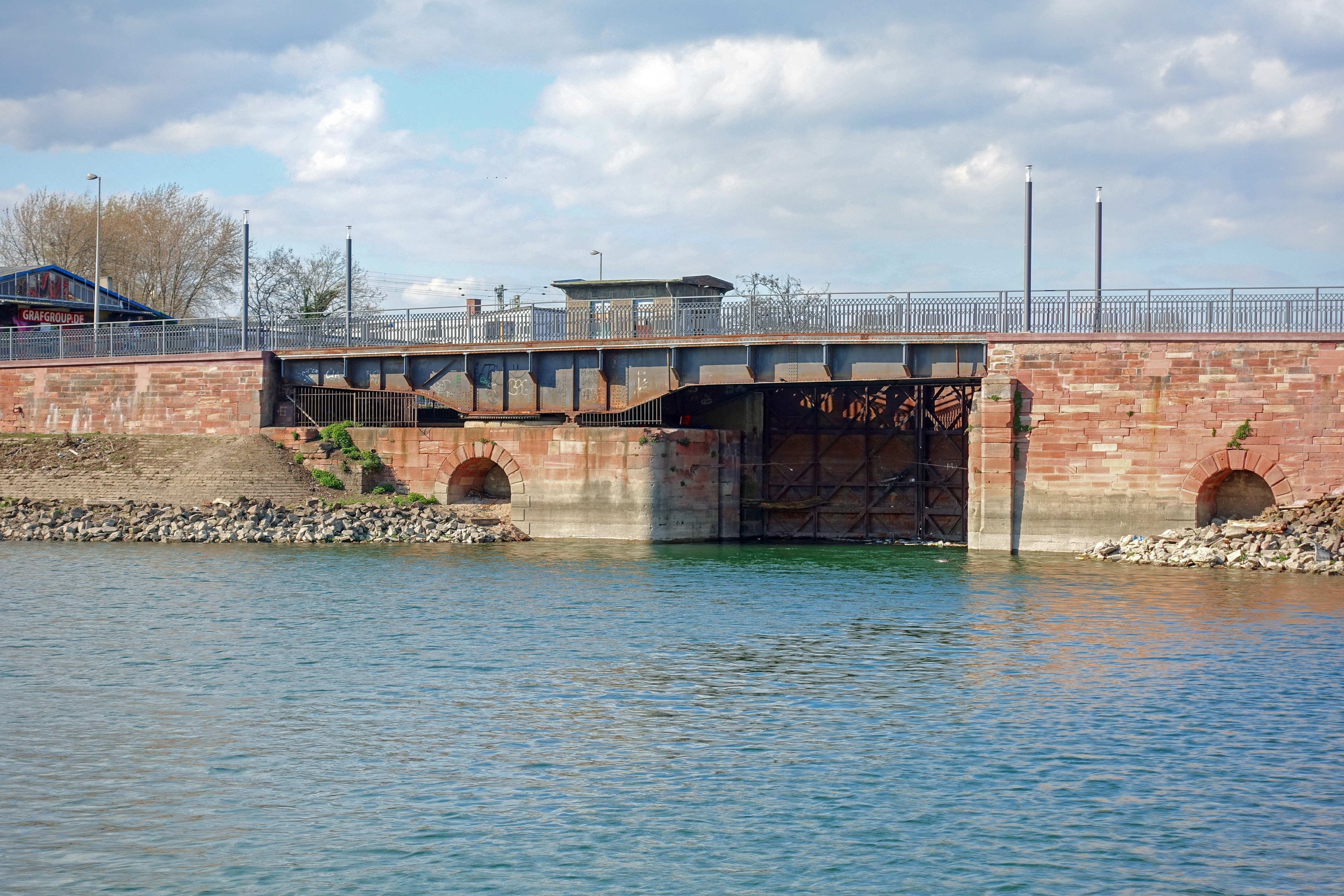
Drehbrücke mit dem Drehzapfen auf dem westlichen Widerlager und Schleusentor

Die Brücke ist eine unsymmetrische Drehbrücke. Der Drehzapfen befindet sich auf dem westlichen Widerlager. Die Spannweite der Brücke ist gering. Die Widerlager ragen daher von beiden Seiten weit in das Hafenbecken und bilden lange Brückenköpfe aus Stützmauern mit Verkleidung aus rotem Sandstein. Sie stammen einschließlich Zufahrten vermutlich noch von der ursprünglichen Brücke aus der Bauzeit des Verbindungskanals.
Die Brücke ist kombiniert mit einer Schleusenanlage, die eine Strömung vom Neckar durch das Hafenbecken verhindern soll. An der Nordseite der Brücke schließt sich ein zweiflügliges Stemmtor mit Antrieb über beidseitige, freistehende Handwinden und Kegelräder sowie Zahnstangen an. Seit 2008 ist das Tor mechanisch verriegelt und dauerhaft verschlossen.

## Technik

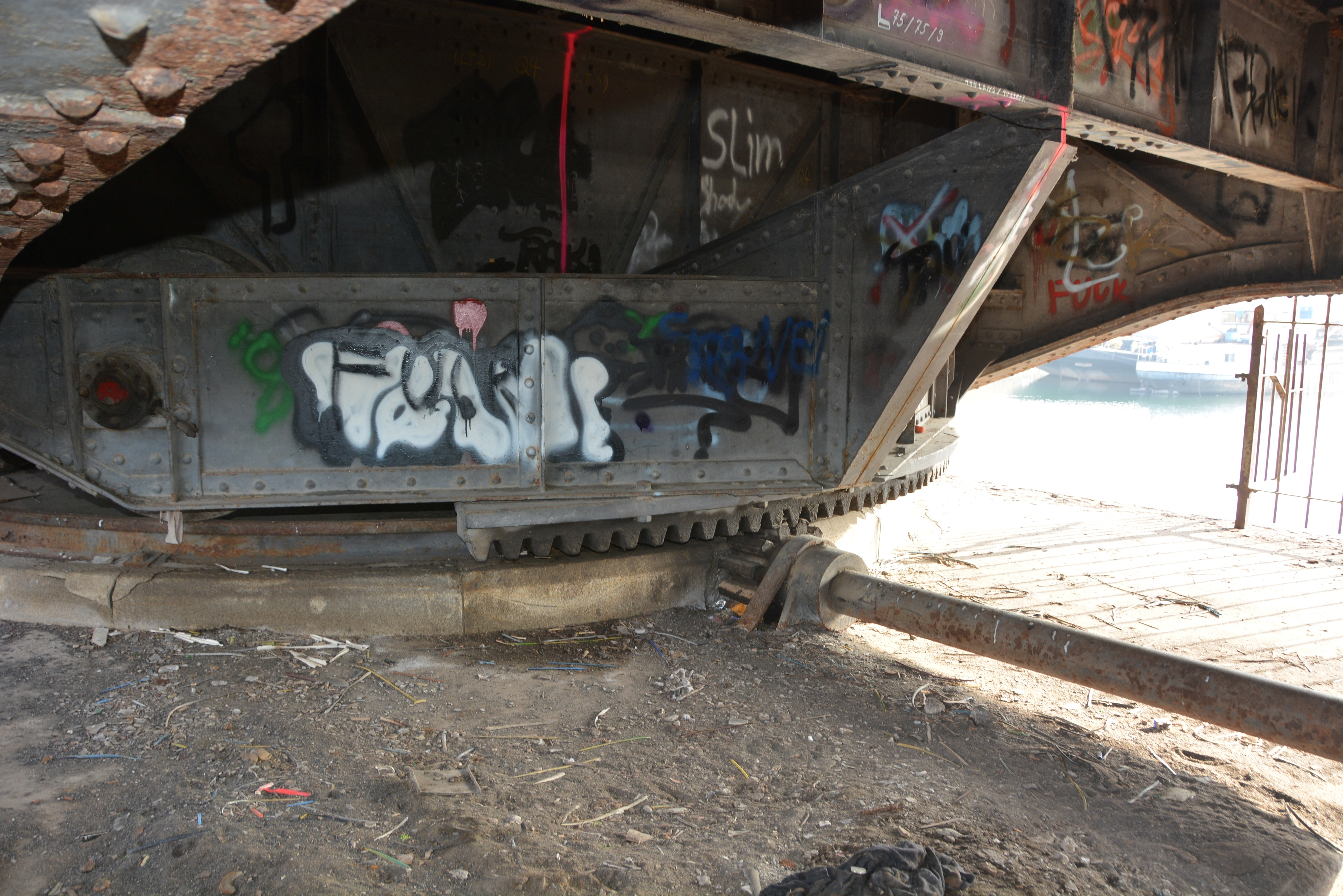
Drehmechanismus, Rollenkranz und Zahnradsegment mit Antriebswelle

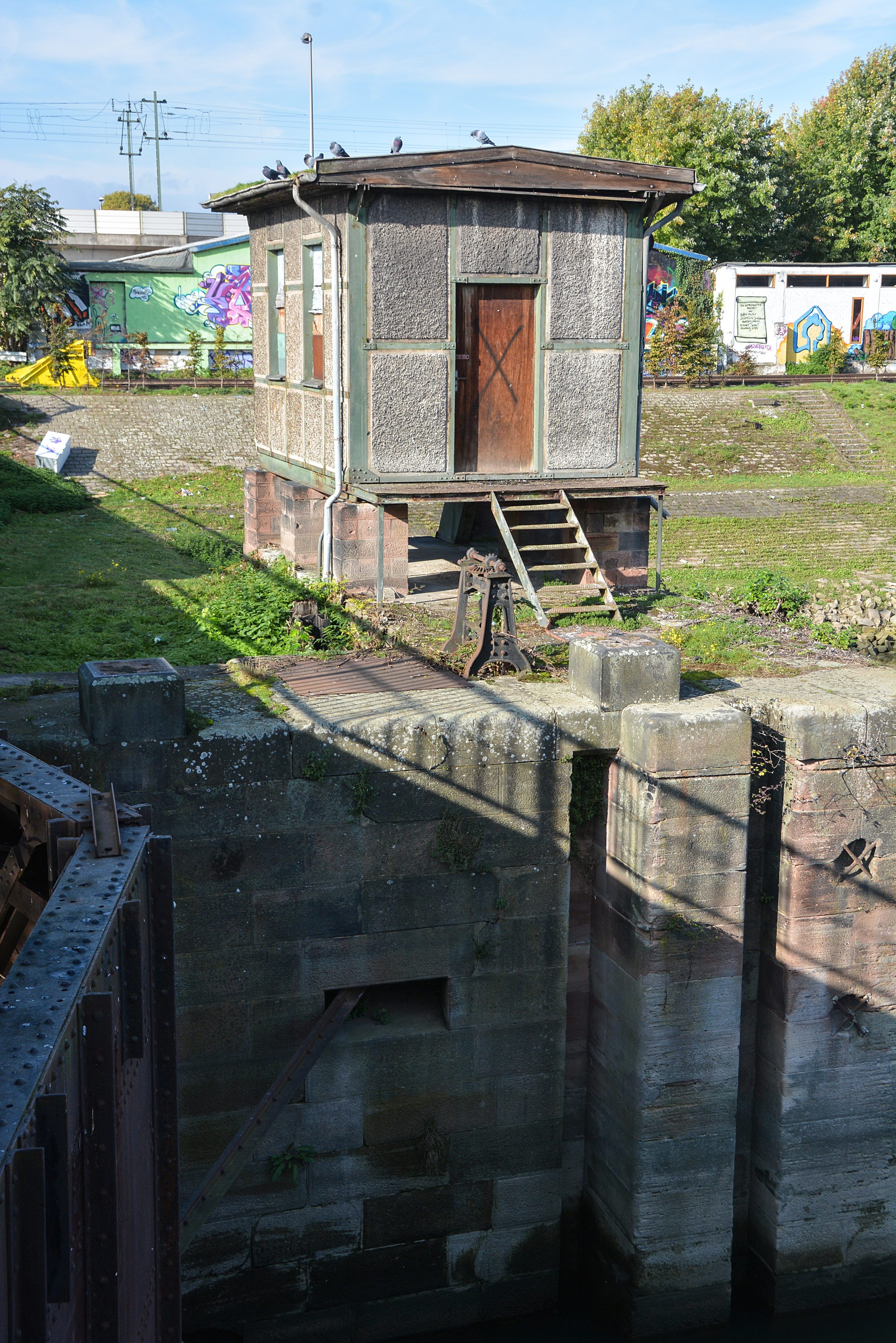
Maschinenhäuschen und freistehende Handwinde zum Antrieb des Schleusentors

Seit 1902/03 hatte die Brücke einen genieteten Blechträger mit beidseitigen Gehwegen auf angenieteten Blechträgern. Diese wurden im Rahmen der Sanierung 2015 entfernt. Der Schwerpunkt des beweglichen Teils liegt über dem Drehpunkt auf dem westlichen Widerlager. Wegen der unsymmetrischen Form dient das landseitige Ende des Überbaus auf der Seite der Mühlauinsel als Gegengewicht zu dem Teil über der Fahrrinne.
Der Drehzapfen mit Rollenkranz und Zahnradsegment ermöglicht eine Drehung um 90 Grad. Über Mechanik mit Kegelrädern, Welle und Rollenkette besteht eine Verbindung zum Maschinenhäuschen. Weitere Mechanik am Drehzapfen gibt die Brücke frei, so dass sie im Uhrzeigersinn parallel zur Fahrrinne drehbar ist, um die Durchfahrt zu öffnen.
In dem Maschinenhäuschen, das separat auf der Nordseite des westlichen Brückenkopfs auf Sandstein-Sockeln steht, befindet sich der elektrische Antrieb mit einem Drehstrom-Schleifringläufermotor. Die Mechanik kann bei Bedarf auch über eine Handkurbel bewegt werden. Außer der elektrischen Anlage befindet sich die Technik noch im Zustand des Umbaus von 1902.
Die Teufelsbrücke wurde 1892–93 elektrifiziert. Sie ist damit das älteste noch existierende Bauwerk Mannheims mit Stromversorgung.

## Abrisspläne
Die Teufelsbrücke bildet eine Durchfahrtsperre für die Schifffahrt  im Verbindungskanal. Die Zufahrt in den südlichen Teil ist wegen zwei weiterer beweglicher Brücken (Mühlau-Brücke und Spatzenbrücke), die zu passieren sind, aufwändig. Aufgrund des gestiegenen Umschlags, insbesondere im Containerverkehr, wurde die vorhandene Infrastruktur zur Nutzung des Verbindungskanals auch durch breitere Schiffe im 21. Jahrhundert zunehmend als nicht mehr den Anforderungen gerecht bewertet. Umwege für die Schiffe, Behinderungen für den Containerverkehr durch die Sanierung bzw. den Umbau und die Unterhaltung zweier beweglicher Brücken sollten erspart werden. Das Umbau- und Verkehrskonzept der Staatlichen Hafengesellschaft zielte daher auf einen Abriss der Teufelsbrücke.
Eine Initiative von Anwohnern wehrte sich mehrere Jahre gegen diese Pläne. Einerseits wurden längere Fußwege und eine verschlechterte Verkehrsanbindung ihres Stadtquartiers befürchtet, andererseits soll die Brücke mit ihrer maschinentechnischen Ausstattung als Denkmal aus der Hoch-Zeit der Mannheimer Industrialisierung und der Frühzeit der Mannheimer Häfen erhalten bleiben.

## Sanierung

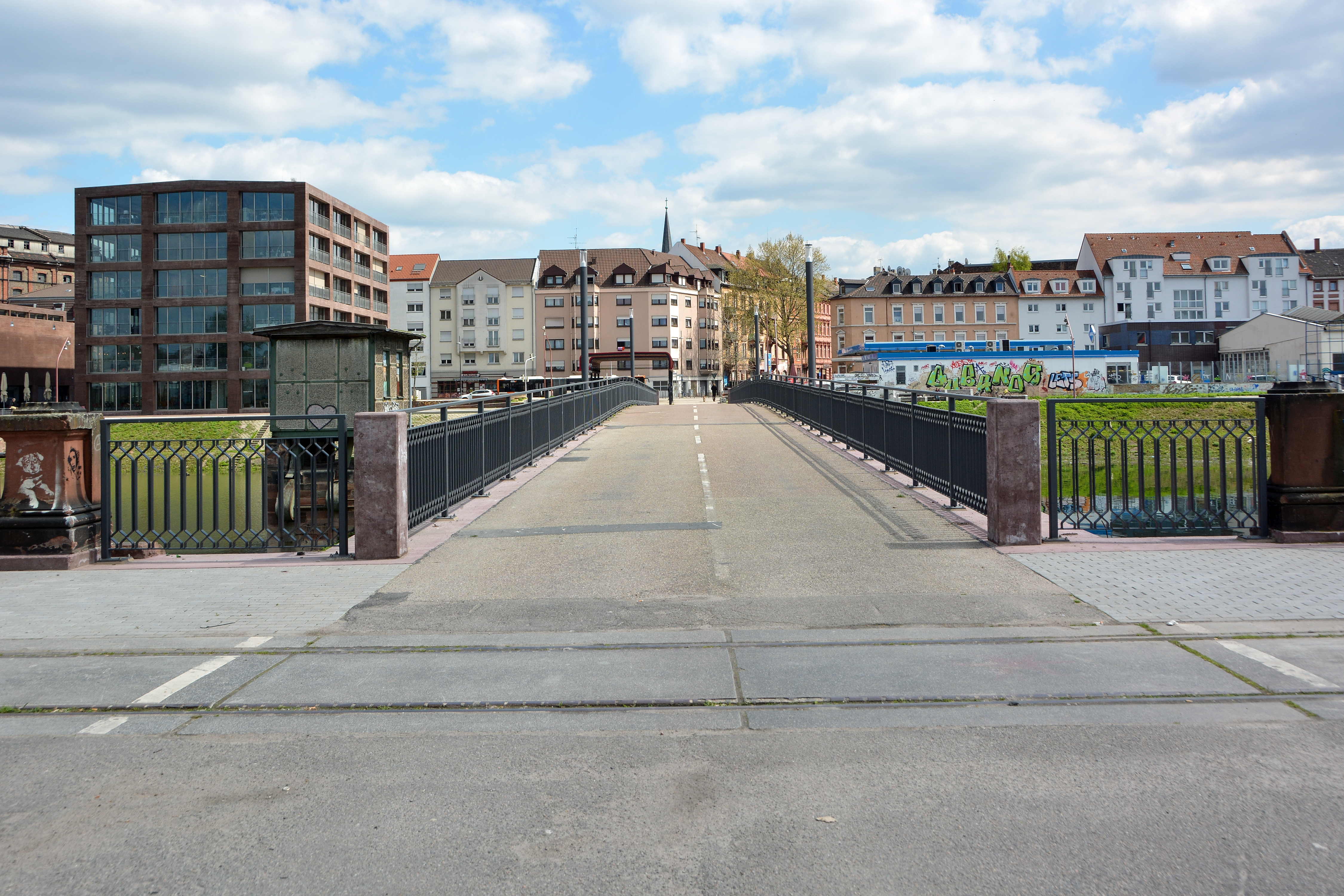
Blick über die sanierte Brücke nach Mannheim-Jungbusch

Ende November 2014 erteilte die Stadt Mannheim die denkmalrechtliche Genehmigung zur Sanierung der Teufelsbrücke. Demnach stellten die 2015 vorgenommenen Sanierungsmaßnahmen „das historische Erscheinungsbild der Brücke wieder her und gewährleisten auch zukünftig den Fortbestand des für Mannheim einzigartigen technischen Kulturdenkmals“.
Diese Sanierung bezog sich allerdings nur auf Maßnahmen in begrenztem Umfang: Beidseits wurden die Auskragungen mit den Gehwegen entfernt, das Mauerwerk mit einem sandsteinfarbenen Betonabschluss versehen und ein neues Geländer – zwar in historischer Anmutung, aber ohne Jugendstilornamente – sowie Straßenlaternen montiert. Ausgenommen von der Sanierung blieb das Maschinenhäuschen, vor allem mit undichtem und teilweise zerfallenem Dach. Nachträglich ermöglichte die Spende einer Privatperson im Sommer 2018 die notwendigen Maßnahmen zur Erhaltung des Häuschens.